# Бондаренко, Иван Антонович
Иван Антонович Бондаренко (1914—1944) — майор Рабоче-крестьянской Красной Армии, участник Великой Отечественной войны, Герой Советского Союза (1944).

## Биография
Иван Бондаренко родился в 1914 году в селе Баштанка (ныне — город Николаевской области Украины) в семье служащего.
Получил неполное среднее образование, работал в районной инспекции Госстраха.
В 1939 году был призван на службу в Рабоче-крестьянскую Красную Армию. В 1940 году вступил в ВКП(б). В 1941 году окончил военно-политическое училище в Одессе. С того же года — на фронтах Великой Отечественной войны.
К марту 1944 года майор Иван Бондаренко командовал 1041-м стрелковым полком (223-й стрелковой дивизии, 68-го стрелкового корпуса, 57-й армии, 3-го Украинского фронта). Отличился во время форсирования Южного Буга.
10 марта 1944 года полк Бондаренко участвовал в прорыве немецкой обороны в районе села Варваровка Долинского района Кировоградской области Украинской ССР. Преследуя отходящие немецкие подразделения, полк первым вышел к Южному Бугу в районе села Бугское Вознесенского района Николаевской области. В ходе наступления полк уничтожил 2 штурмовых орудия, 37 автомашин, 6 артиллерийских орудий, несколько десятков вражеских солдат и офицеров. В ночь с 23 на 24 марта часть полковых подразделений переправилась через Южный Буг и захватила плацдарм на его правом берегу. 26 марта во время контратаки немецких войск в критический момент Бондаренко поднял своих бойцов в штыковую атаку. Получил ранение, но поля боя не покинул, и погиб в бою. Похоронен в парке посёлка Арбузинка Николаевской области.

## Награды
- Указом Президиума Верховного Совета СССР от 3 июня 1944 года майор Иван Бондаренко посмертно был удостоен высокого звания Героя Советского Союза.
- Также был награждён орденами Ленина, Красного Знамени, Суворова 3-й степени, Красной Звезды и медалями.